# Mauretania Tingitana

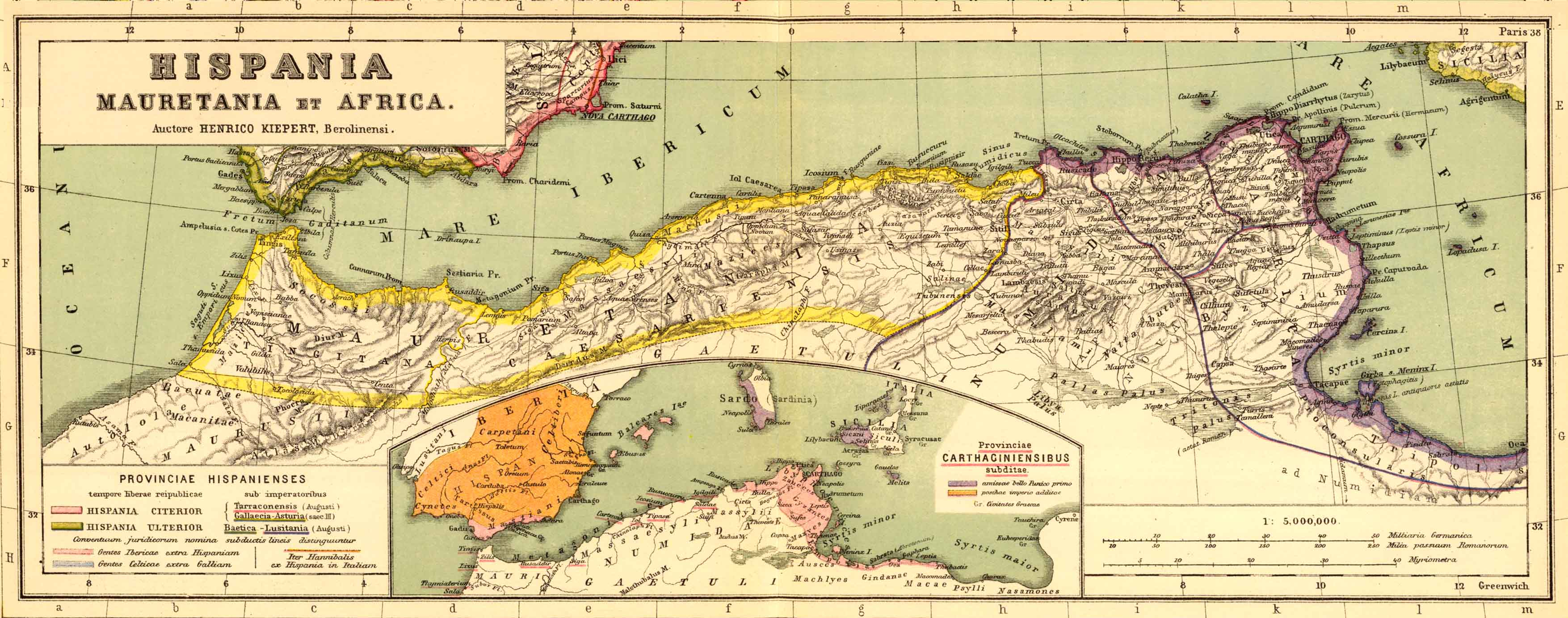
Mapa rzymskich terytoriów w Maghrebie, pokazująca, że południowe granice prowincji sięgały Casablanki.

Mauretania Tingitana (Mauretania Tingitańska) – rzymska prowincja położona w północno-zachodniej Afryce, pokrywająca się w przybliżeniu z północną częścią dzisiejszego Maroka i hiszpańskimi miastami Ceuta i Melilla. Rozciągała się od przylądka (naprzeciw Gibraltaru) na północy, do miast Sala Colonia i Volubilis na południu, i do rzeki Wadi Muluja na wschodzie. Siedzibą władz było miasto Tingis (nazwa berberska: Tingi), które jest obecnym Tangerem. Inne większe miasta tej prowincji to: Iulia Valentia Banasa, Septem, Rusadir i Lixus.

## Historia
Po śmierci Ptolemeusza z Mauretanii, ostatniego króla Mauretanii w roku 40, rzymski cesarz Klaudiusz przekształcił królestwo Mauretanii w dwie prowincje: Mauretania Caesariensis i Mauretania Tingitana. Rzeka Mulucha (Wadi Muluja), ok. 60km na zachód od współczesnego miasta Oran w Algierii, stała się granicą oddzielającą obie prowincje.
Rzymska administracja nie sięgała bardzo daleko w głąb kontynentu. Na zachodzie południową granicą władzy cesarskiej było Volubilis, otoczone obozami wojskowymi takimi jak Tocolosida na południowy wschód i Ain Chkour na północny zachód od miasta, oraz fossatum lub obronną fosą. Na wybrzeżu atlantyckim Sala Colonia była chroniona inną fosą, wałem i linią wież strażniczych.
Nie była to ciągła linia fortyfikacji: nie ma żadnych dowodów na istnienie obronnego muru takiego jak ten, który ochraniał niespokojną granicę Brytanii na drugim krańcu cesarstwa. Raczej, była to sieć fortów i fos która funkcjonowała jak filtr. Limes ochraniał tereny, które były pod bezpośrednią rzymską kontrolą. Poprzez koncentrację sił w większych osiedlach, regulował kontakty między nomadami i terenami zajmowanymi przez cywilizację.
Po obu stronach limesu żyła podobna ludność, jednakże ogólnie populacja była mała. Volubilis zamieszkiwało prawdopodobnie ok. 20 tys. mieszkańców w II wieku. Zgodnie z inskrypcjami tylko około 10-20% z nich miało pochodzić z Europy, głównie z Hiszpanii; reszta to miejscowi.
Rzymscy historycy (jak Klaudiusz Ptolemeusz) uznawali całość obecnego Maroka na północ od Atlasu jako część Cesarstwa Rzymskiego, ponieważ w czasach Oktawiana Augusta, gdy Mauretania była państwem podległym Rzymowi, jej władcy (jak Juba II) kontrolowali wszystkie terytoria na południe od Volubilis. Jednakże faktyczna kontrola rzymskich legionów, sięgała do okolic Sala Colonia (obóz Exploratio Ad Mercurios, na południe od Sala Colonia, jest dotychczasowo najdalej wysuniętym na południe odkrytym rzymskim osiedlem). Niektórzy historycy, jak Leo Africanus, uważali, że rzymskie granice sięgały obszarów dzisiejszej Casablanki, założonej przez Rzymian jako port o nazwie „Anfa”. Rzeczywiście, współczesne miasto Azammur w środkowym Maroku leży na miejscu starożytnego miasta Azama, fenickiego, a następnie rzymskiego portu handlowego. Pozostałości rzymskiego składu zboża są wciąż widoczne w tzw. „portugalskich cysternach”.
Pliniusz Starszy opisał w skrócie tereny na południe od Atlasu, gdy Swetoniusz Paulinus podjął wyprawę wojenną w 41 roku:

Swetoniusz Paulinus, (któregośmy konsulem znali) pierwszym był z wodzów rzymskich który kilka tysięcy kroków nawet za Atlas przeszedł i to samo o jego wysokości, co inni, podał; podnożek góry znalazł okrytym gęstemi i wysokiemi lasy, w których nieznanego rodzaju drzewa, odznaczające się wysokiemi, niesękatemi i lśniącemi się pniami z liściem, do liścia cyprysu podobnem; liście to, prócz mocnego zapachu, powleczone było delikatnym puchem, z którego, używszy sztuki, można by równie jak z jedwabiu suknie robić. Wierzchołek góry, nawet w lecie, głęboki śnieg okrywa. Po dziesięciodniowym pochodzie przez pustynie pełne czarnego piasku, z których tu i ówdzie skały, jakoby spalone sterczały, i przez okolice, który nawet w zimie, dla zbytniej gorącości, nie mogą być zamieszkane, przybył do tego miejsca, a potem dalej do rzeki, która się Ger nazywa (północny dopływ rzeki Niger?).

### Rzymska prowincja
Już podczas rządów Juby II, cesarz Oktawian August założył 3 kolonie w Mauretanii blisko atlantyckiego wybrzeża: Iulia Constantia Zilil, Iulia Valentia Banasa oraz Iulia Campestris Babba.
Wkrótce potem zachodnia część Mauretanii została przekształcona w rzymską prowincję Mauretania Tingitana. Ten region pozostał częścią Cesarstwa Rzymskiego do roku 429, gdy Wandalowie przejęli Mauretanię i zakończyli tam rzymską administrację.

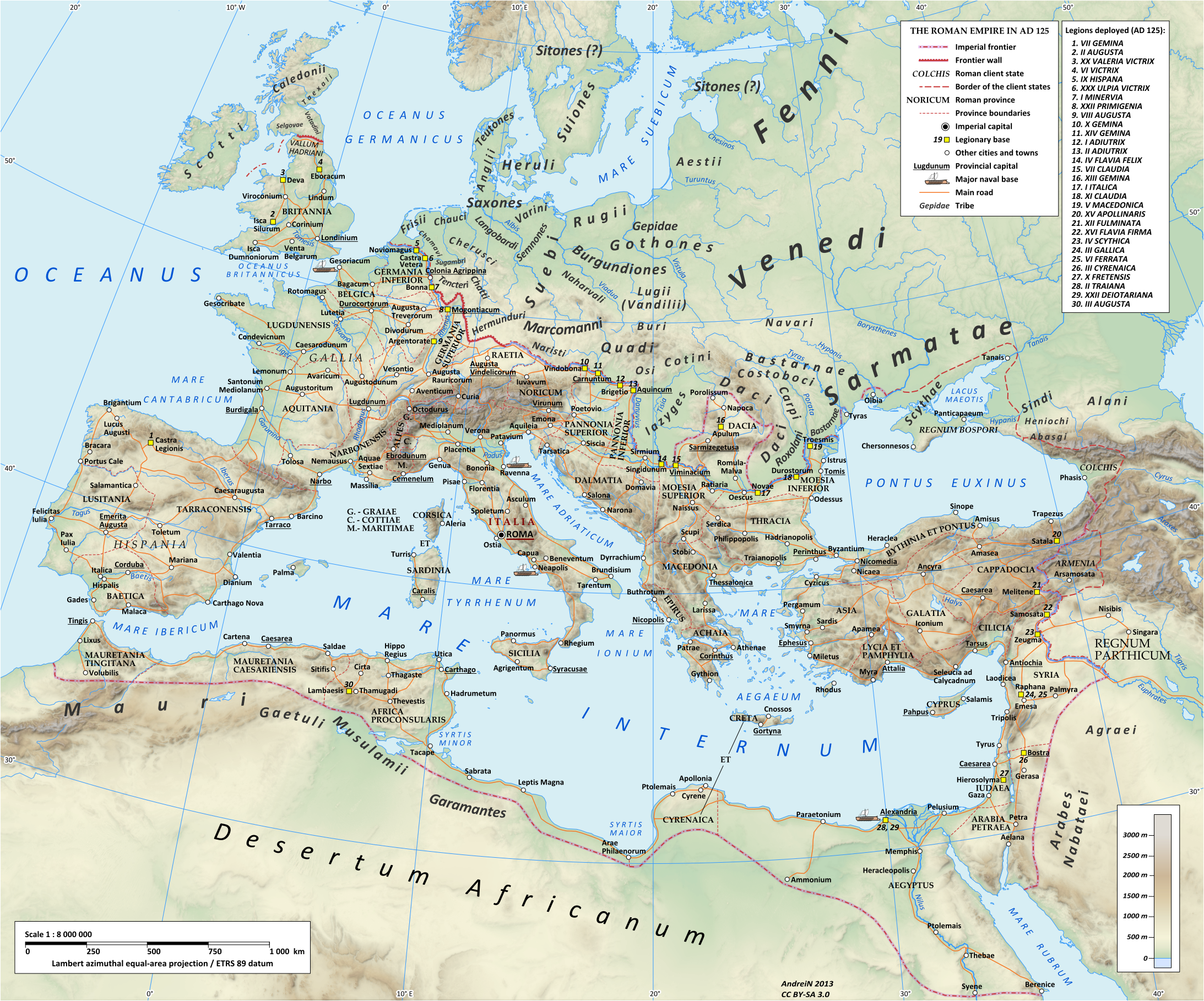
Cesarstwo Rzymskie podczas rządów Hadriana (rządził 117–38). W północno-zachodniej Afryce zaznaczono prowincję Mauretania Tingitana (obecne Maroko)

Najważniejszym miastem Mauretanii Tingitana było Volubilis. Było centrum administracyjnym i ekonomicznym prowincji w zachodniej rzymskiej Afryce. Żyzne ziemie prowincji zapewniały wiele towarów jak zboże i oliwa, które eksportowano do Rzymu, co przyczyniło się do pomnażania majątku i dobrobytu prowincji. Archeologia udokumentowała obecność społeczności żydowskiej w okresie rzymskim.
Głównymi produktami eksportowymi Mauretanii Tingitana były purpurowe barwniki i cenne drewno; Tingitana zaopatrywała również Rzym w produkty rolne i zwierzęta, takie jak lwy i lamparty. Tamtejsi Maurowie byli wysoko cenieni i rekrutowani przez Rzymian jako żołnierze, zwłaszcza jako lekka kawaleria. Clementius Valerius Marcellinus jest odnotowany jak zarządca prowincji (praeses) między 24 października 277 a 13 kwietnia 280.
Zgodnie z tradycją, męczeństwo świętego Marcelego miało miejsce 30 października 298 w Tingis (Tanger). W czasach Tetrarchii (reformy administracji rzymskiej za rządów cesarza Dioklecjana w 296), Mauretania Tingitana została częścią Diecezji Hiszpanii, a co za tym idzie, częścią Prefektury Galii. Jednakże Mauretania Caesariensis była częścią Diecezji Afryki. Lucilius Constantius jest odnotowany jako praeses pod koniec IV wieku.
Dzięki Notitia Dignitatum znamy strukturę wojskową prowincji. Pod komendą Comesa Tingitaniae znajdowało się:
- 8 dowódców limitanei:

1. Praefectus alae Herculeae, w Tamuco
2. Tribunus cohortis secundae Hispanorum, w Duga
3. Tribunus cohortis primae Herculeae, w Aulucos
4. Tribunus cohortis primae Ityraeorum, fort w Bariensi
5. (nieznana jednostka), w Sala
6. Tribunus cohortis Pacatianensis, w Pacatiana
7. Tribunus cohortis tertiae Hastorum, w Tabernas
8. Tribunus cohortis Friglensis, w Friglas

- 4 jednostki piechoty:

1. Mauri tonantes seniores (auxilia palatina)
2. Mauri tonantes iuniores (auxilia palatina)
3. Constantiniani (legion comitatenses)
4. Septimani iuniores (legion comitatenses)

- 3 jednostki kawalerii:

1. Equites scutarii seniores comitatenses (vexillatio comitatenses)
2. Equites sagittarii seniores comitatenses (vexillatio comitatenses)
3. Equites Cardueni comitatenses (vexillatio comitatenses)

Germańscy Wandalowie osiedlili się w prowincji Hispania Baetica w 422 roku pod wodzą ich króla Gunderyka i stamtąd przeprowadzali najazdy na Mauretanię Tingitana. W 427 roku Comes Africae Bonifacjusz odmówił wykonania rozkazu odwołania wydanego przez cesarza Walentyniana III i pokonał wysłaną przeciw niemu armię. Miał mniej szczęścia, gdy wysłano przeciw niemu po raz drugi armię w roku 428. W tym roku Gunderyk został zastąpiony przez Genzeryka. Bonifacjusz zaprosił Genzeryka do Afryki, zapewniając flotę, by umożliwić przeprawę Wandalów do Tingis i Septem. Bonifacjusz zamierzał zatrzymać Wandalów w Mauretanii, ale gdy tylko przekroczyli cieśninę, odmówili jakiejkolwiek kontroli i pomaszerowali na Kartaginę.

### Rządy bizantyńskie
W 533 roku, bizantyński generał Belizariusz odzyskał byłą Diecezję Afryki od Wandalów w imieniu cesarza Justyniana I.  Wszystkie tereny na zachód od Cezarei zostały już przez Wandalów stracone na rzecz berberyjskich "Maurów", ale ponownie ustanowiony Dux Mauretaniae utrzymywał wojskową kontrolę nad Septem (obecna Ceuta). Była to ostatnia bizantyńska placówka w Mauretanii Tingitana; reszta tego, co dawniej było rzymską prowincją, była połączona z bizantyńską częścią Andaluzji pod nazwą Prefektura Afryki z Septem jako siedzibą administracji.
Większość północnoafrykańskiego wybrzeża została zorganizowana w Egzarchat Afryki, mający specjalny status z powodów obronnych.
Gdy Umajjadzi podbili całą północną Afrykę, zastępując chrześcijaństwo i pogaństwo islamem, obie Mauretanie połączone w prowincję Maghreb (z arabskiego 'zachód', do dziś jest to oficjalna nazwa Królestwa Maroka). Ta prowincja również zawierała w sobie również ponad połowę terytorium Algierii.
Do głównych stanowisk archeologicznych z czasów rzymskich należą: Volubilis, Sala Colonia, Tingis i Iulia Constantia Zilil.